# ジャネイ人
ジャネイ人（ジャネイじん、アディゲ語: Жьанэ; ロシア語: Жанеевцы; 英語: Zhaney）とは、チェルケス人の一派である。

## 概要
チェルケス人の12の氏族の一つである。
ジャネイ人の名が歴史に登場したのは16世紀頃で、クバン川下流域の海岸のすぐそばに居住していた。かつて非常に強力なチェルケスの部族だったが、1763年のロシア・チェルケス戦争において、チェルケス人虐殺でわずか3家族を残して殆どが滅ぼされてしまった。僅かな生き残りの子孫が現在もアディゲ共和国に住んでいるが、ジャネイ人独自の言語（方言）は失われ、ロシアの人口統計では独立した民族とは扱われず、アディゲ人に含まれている。